# Front des laboureurs

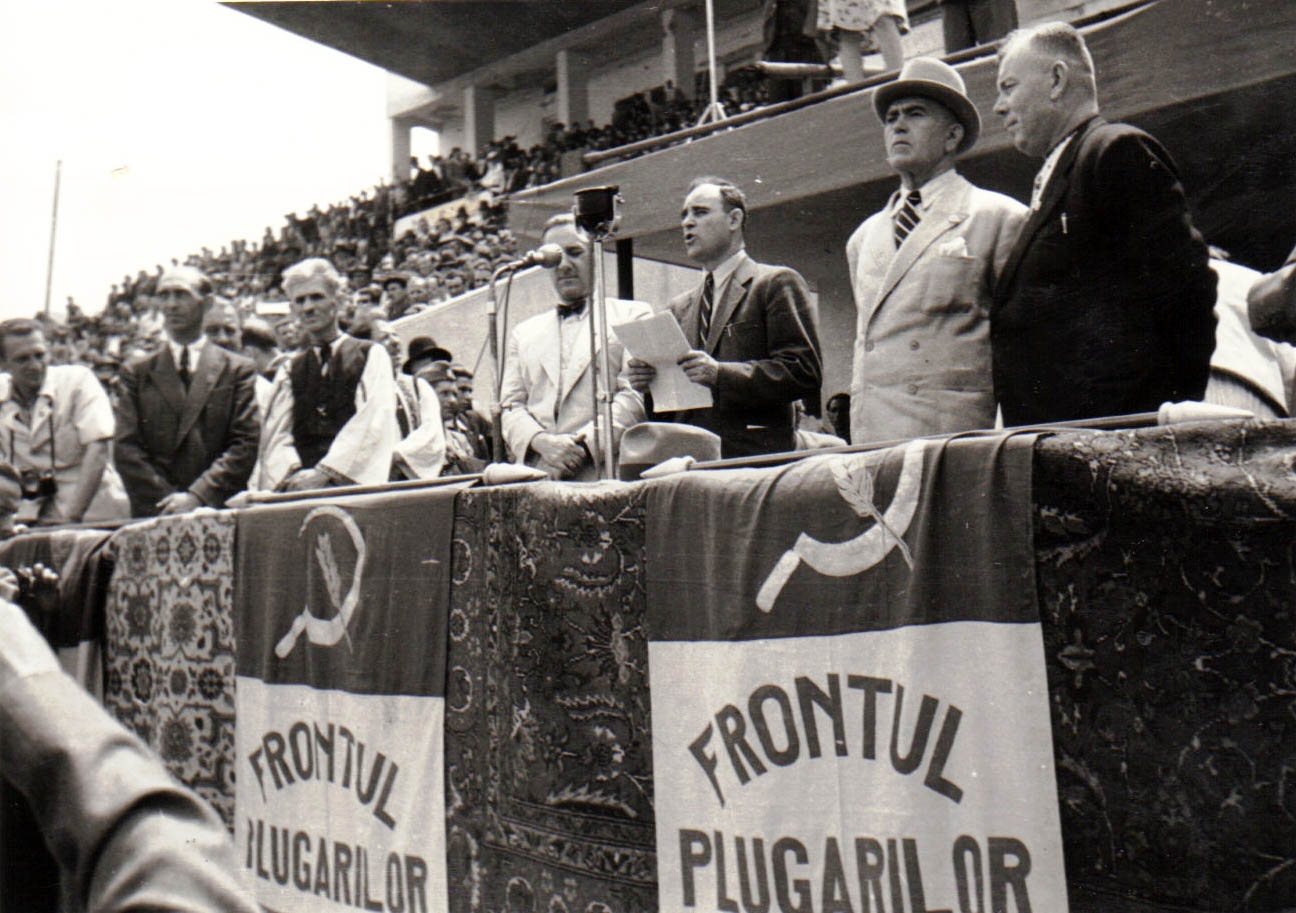
Meeting du Front des laboureurs en juin 1945 au stade de la République. De gauche à droite : Romulus Zăroni, Gheorghe Gheorghiu-Dej, Petru Groza, Mihai Ralea.

Le Front des laboureurs (en roumain : Frontul Plugarilor, FP) est un parti politique roumain de gauche agrarien, fondé à Deva en 1933 et dirigé par Petru Groza. À son apogée en 1946, le Front compte plus d'un million de membres. En 1953, il se fond dans le Parti communiste roumain (PCR).

## Histoire
Né dans le județ de Hunedoara, le Front des laboureurs se répand rapidement dans le Banat, puis dans les autres régions de Roumanie. Groza, ancien ministre du gouvernement d'Alexandru Averescu en 1926, vise à améliorer la situation de la paysannerie, qui de son point de vue a été trahie par la principale formation agrarienne, le Parti national paysan,, appelant à la création d'une sécurité sociale dans les campagnes et à une réforme fiscale favorable aux petits propriétaires terriens. Le Front est aussi d'ambition républicaine.
En 1935, le FP s'aligne sur le PCR, alors illégal, un accord inspiré par la doctrine stalinienne du Front populaire étant signé à Țebea.
Durant cette période, le FP n'obtient jamais plus de 0,30 % des suffrages. Interdit, comme l'ensemble des partis politiques roumains en 1938, sous le régime autoritaire du roi Carol II, il demeure actif dans la clandestinité sous la dictature de Ion Antonescu (durant laquelle Groza est emprisonné en 1943-1944). Il refait surface en 1944, après la chute d'Antonescu et le début de l'occupation soviétique.
En octobre de cette même année, il rejoint le Front démocratique populaire (FND) dominé par le PCR, aux côtés de l'Union populaire hongroise, de l'Union des patriotes (en), du Parti social-démocrate roumain (en) et du Parti des paysans socialistes (en), absorbé par le FP un mois plus tard.
En février 1945, alors que représenté au sein du gouvernement de Nicolae Rădescu (comme il a été au sein de celui de Constantin Sănătescu), le FP prend part à des violences qui le conduisent à sa perte,. Groza prend néanmoins la tête du troisième gouvernement depuis la chute d'Antonescu (formé le 6 mars 1945) ; alors que le gouvernement est dominé par le PCR, le FP détient le ministère de l'Agriculture et des Domaines royaux,, celui de la Culture et des Arts.
Le FP se présente avec le PCR aux élections législatives de 1946, remportées par le gouvernement Groza grâce à d'importantes fraudes électorales,,,. Il joue alors un rôle important dans l'instauration du communisme en Roumanie.
Néanmoins, les relations entre le FP et le PCR connaissent des tensions. Après son premier congrès en juillet 1945, le FP appelle à la préservation des petites propriétés agricoles et à la création volontaire de coopératives agricoles, alors que le PCR soutient la collectivisation,. Durant la période connue comme la « grève royale » (à partir de l'automne 1945 et le refus du roi Michel Ier de signer les décisions gouvernementales), Groza rejette les pressions soviétiques sur le roi et menace même Vasile Luca de retirer son soutien au PCR, avant de céder aux exigences communistes.
En juillet 1947, Nicolae Cornățeanu (ro) et d'autres membres de la défunte Union nationale pour le travail et la reconstruction rejoignent le FP, et absorbe en 1948 le Parti national des paysans – Alexandrescu (une scission du Parti national paysan). Le FP disparaît en 1953 lorsqu'il se fond au sein du PCR.